# Pisciadùhütte
Die Pisciadùhütte (italienisch Rifugio Franco Cavazza al Pisciadù) ist eine Alpenvereinshütte der Sektion Bologna des Club Alpino Italiano (CAI).

## Lage
Die Pisciadùhütte liegt in einer mondähnlichen Landschaft auf 2585 m s.l.m. im nördlichen Sellagebiet südlich des Grödner Jochs in Italien. Knapp unterhalb der Hütte liegt der Pisciadùsee.

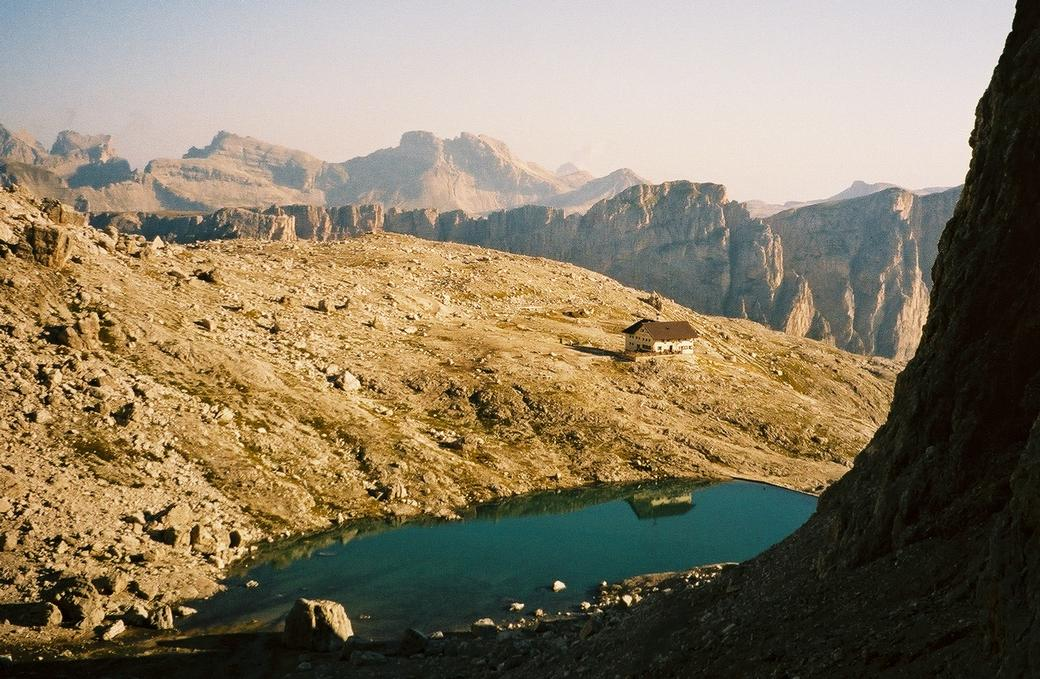
Pisciadùhütte mit Pisciadùsee
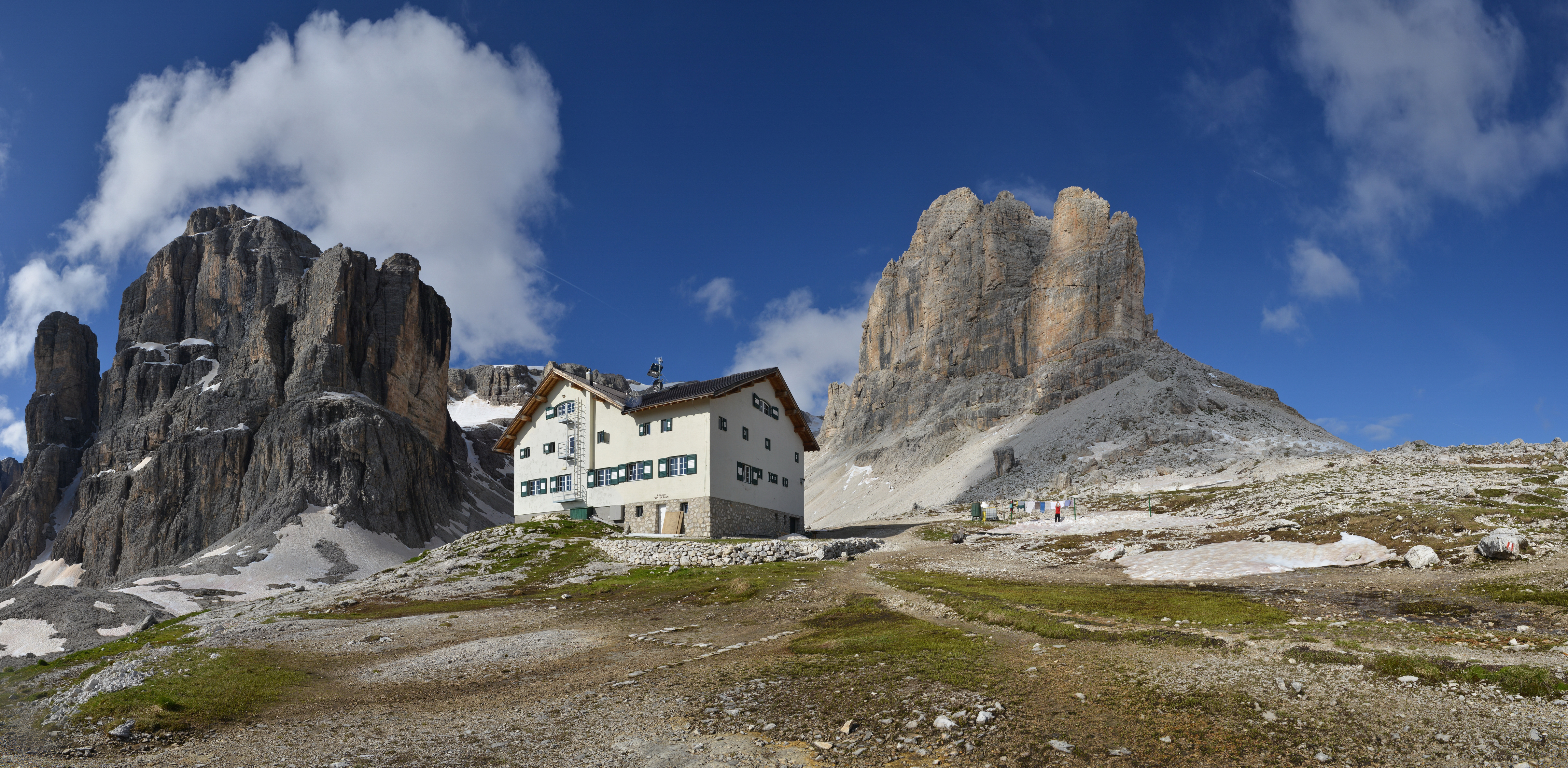
Pisciadù und Pisciadùhütte

## Geschichte
Die Hütte wurde 1902 von der Sektion Bamberg des Deutschen und Österreichischen Alpenvereins (DuOeAV) errichtet und am 20. August eröffnet. Ein Jahr später, am 3. August 1903, erfolgte die Einweihung der kleinen unbewirtschafteten Hütte mit nur acht Schlafplätzen. Nach dem Ersten Weltkrieg enteignete der italienische Staat die Hütte und übergab sie der Società degli Alpinisti Tridentini (SAT), der sie wegen fehlender Mittel jedoch kaum pflegte. Von 1934 bis 1936 kümmerte sich ein Privater um das Schutzhaus, 1940 wurde es von der Sektion Bologna übernommen und vergrößert. Nach dem Zweiten Weltkrieg baute der CAI die Hütte aus und begann sie zu bewirtschaften. 1960 wurde die Hütte abermals ausgebaut.

## Aufstieg
- Vom Parkplatz am Grödner Joch (2121 m) durch das steile, mit Drahtseilen abgesicherte Schuttkar „Val Setus“ der Markierung Nr. 666 (rot-weiß-rot) folgen. Die letzten Höhenmeter erfordern etwas Klettergeschick. Rund 1½ Stunden.
- Alternativ kann man auch den mittelschweren (und durch den einfachen Zugang von der Grödner-Joch-Straße oft überlaufenen) Pisciadù-Klettersteig (Via Ferrata Brigata Tridentina) benutzen (2½ bis 3 Stunden). Klettersteigausrüstung notwendig! Der Klettersteig wird mit der Schwierigkeit C eingestuft.[2]
- Über die dolomitischen Schutthalden in westlicher Richtung und in Richtung Gamsscharte erreicht man in ungefähr 15 Minuten den Lech dl Dragon, einen nur zeitweise vorhandenen Gletschersee.

## Übergang zu anderen Hütten
- Zur Boèhütte (Rifugio Boè) (2871 m) in ca. 2 Stunden.